# Terri Brosius
Terri Brosius es una música, actriz de doblaje y diseñadora de juegos estadounidense, mejor conocida en los círculos de juegos como la voz de SHODAN en la serie System Shock.

## Biografía
Brosius fue integrante de la banda estadounidense Tribe, donde se desempeñó como teclista y vocalista ocasional. En los álbumes Here at the Home y Abort cantó la canción "Rescue Me". En el álbum Sleeper de Tribe, cantó la canción "Mr. Lieber". Tras la separación de la banda en 1994, ella y el guitarrista de Tribe, Eric Brosius, se casaron. Terri es actualmente teclista y corista de la banda de Boston The Vivs.
Brosius y su esposo, junto con el bajista de Tribe Greg LoPiccolo, se unieron a Looking Glass Studios, donde trabajaron en varios proyectos de juegos hasta su cierre en 2000. Ella y su esposo continúan trabajando en varios proyectos con Harmonix. Brosius interpretó la voz del personaje SHODAN en la versión mejorada en CD de System Shock, y también en la secuela desarrollada conjuntamente por Irrational Games, System Shock 2, además de varios otros personajes. Brosius prestó su voz al personaje de Viktoria en Thief: The Dark Project y Thief II: The Metal Age, e hizo algunos niveles y diseño de cinemáticas para Thief: Gold y Thief II, y coescribió la historia de Thief: Deadly Shadows con Randy Smith. También prestó su voz a Ava Johnson en Deus Ex: Invisible War. Brosius va a repetir su papel como SHODAN en System Shock 3. Se anunció que Brosius interpretará a un personaje en el próximo juego Gloomwood en un tráiler del 2022 PC Gaming Show.

## Roles de actuación de voz
- System Shock - Versión mejorada de CD (1994) (también escritora)[3]
- Terra Nova: Strike Force Centauri (1996)
- Thief: The Dark Project (1998) (también escritor)
- Thief: Gold (1999) (también escritora y diseñadora de niveles)
- System Shock 2 (1999)
- Thief II: The Metal Age (2000) (también escritora y diseñadora de niveles)
- Deus Ex: Guerra invisible (2003)
- Thief: Deadly Shadows (2004) (también escritor)
- Dishonored (2012) (también escritora)
- Interstellar Marines (2013)[4]
- Spider: Rite of the Shrouded Moon (2015) (también escritora)
- Dishonored 2 (2016) (también escritora)
- System Shock - Remake (2023)
- Gloomwood (2022)[2]
- System Shock 3 (TBA)[5]